# Спирит: Дух свободы
«Спирит: Дух Свободы» (англ. Spirit Riding Free) — американский мультсериал, основанный на мультфильме 2002 года «Спирит: Душа прерий». Сериал, продюсируемый DreamWorks Animation Television, выходит на платформе Netflix. Премьера сериала состоялась 5 мая 2017 года.
4 июня 2021 года вышел художественный фильм по мотивам сериала под названием «Спирит: Непокорный» (англ. Spirit Untamed). 

## Сюжет
XIX век. В маленьком городке Мирадеро, штат Техас, 12-летняя девочка по имени Лаки, недавно переехавшая из города, встречает дикого мустанга по имени Спирит. Сын мустанга Спирита из мультфильма, он был пойман ковбоями и укрощён в Мирадеро. Лаки начинает общаться с жеребцом и в конце концов освобождает его. Лаки также встречает двух других девочек, Пру и Эбигейл, которые являются наездницами лошадей паломино Чики Линды и пинто Бумеранга. Они отправляются навстречу приключениям.

## Актёры озвучивания
| Актёр                  | Роль                                      |
| ---------------------- | ----------------------------------------- |
| Эмбер Монтана          | Фортуна Эсперанса Наварро «Лаки» Прескотт |
| Сидни Парк             | Пруденс «Пру» Грейнджер                   |
| Бэйли Гамбертольо      | Эбигейл Стоун                             |
| Дарси Роуз Бирнс       | Марисела                                  |
| Нолан Норт             | Джеймс «Джим» Прескотт                    |
| Кэри Уолгрен           | тётя Кора                                 |
| Джефф Беннетт          | Местенерос                                |
| Тия Сиркар             | мисс Флорес (Кейт)                        |
| Энди Пессоа            | Туро                                      |
| Джонатан Крэйг Вильямс | Эль Грейнджер                             |